# Johann Joachim Hartwig Meyer
Johann Joachim Hartwig Meyer (* 12. April 1807 in Hof-Menzendorf; † 24. November 1884 in Wismar) war ein deutscher evangelisch-lutherischer Geistlicher, der für die Entwicklung des Badeortes Boltenhagen bedeutsam war.

## Leben
Meyer war der Sohn des Gutspächters von Hof Menzendorf. Von 1814 bis 1823 lebte er in Pension bei Pastor Hane in Gadebusch und ging hier zur Schule. Von 1823 bis Michaelis 1825 schloss er seine Schulbildung auf dem Katharineum zu Lübeck ab. Ab Oktober 1825 studierte er Evangelische Theologie an der Universität Rostock.
Nach Abschluss seines Studiums war er zunächst als Hauslehrer auf einem mecklenburgischen Gut tätig und dann Privatlehrer in Wismar. Im Oktober 1831 wurde er als Gymnasiallehrer an der Großen Stadtschule Wismar eingestellt.
Im Herbst 1841 wurde er zum Diaconus (2. Pastor) an St. Marien berufen und am 12. Dezember in sein Amt eingeführt. Im Dezember 1849 wurde er Hauptpastor an St. Georgen und damit verbunden an der Heiligen-Geist-Kirche. 
Zu Ostern 1884 wurde er emeritiert und erhielt als Auszeichnung den Charakter Kirchenrat verliehen. 
Meyer entfaltete eine vielseitige öffentliche Tätigkeit. In Wismar war er an der Gründung der Wismarer Sonntagsschule beteiligt, die keine Sonntagsschule im religiösen Sinn, sondern der Vorläufer der Gewerbeschule war. Er leitete eine Ersparnisanstalt für Handwerker und beteiligte sich bei der Entstehung der Herberge zur Heimat, des Lehrlingsvereinshauses, des Herbergsvereins und der Seemannsschule. Als die Mädchenbürgerschule in Schwierigkeiten geriet, bewahrte sein Einsatz sie vor der Auflösung. Er setzte sich auch für die Denkmalpflege ein; eine von ihm initiierte Sammlung ermöglichte die Erhaltung und Restaurierung des Archidiaconatshauses hinter St. Marien. 1870 regte er die Entstehung des St.-Georgen-Kirchenchors an.

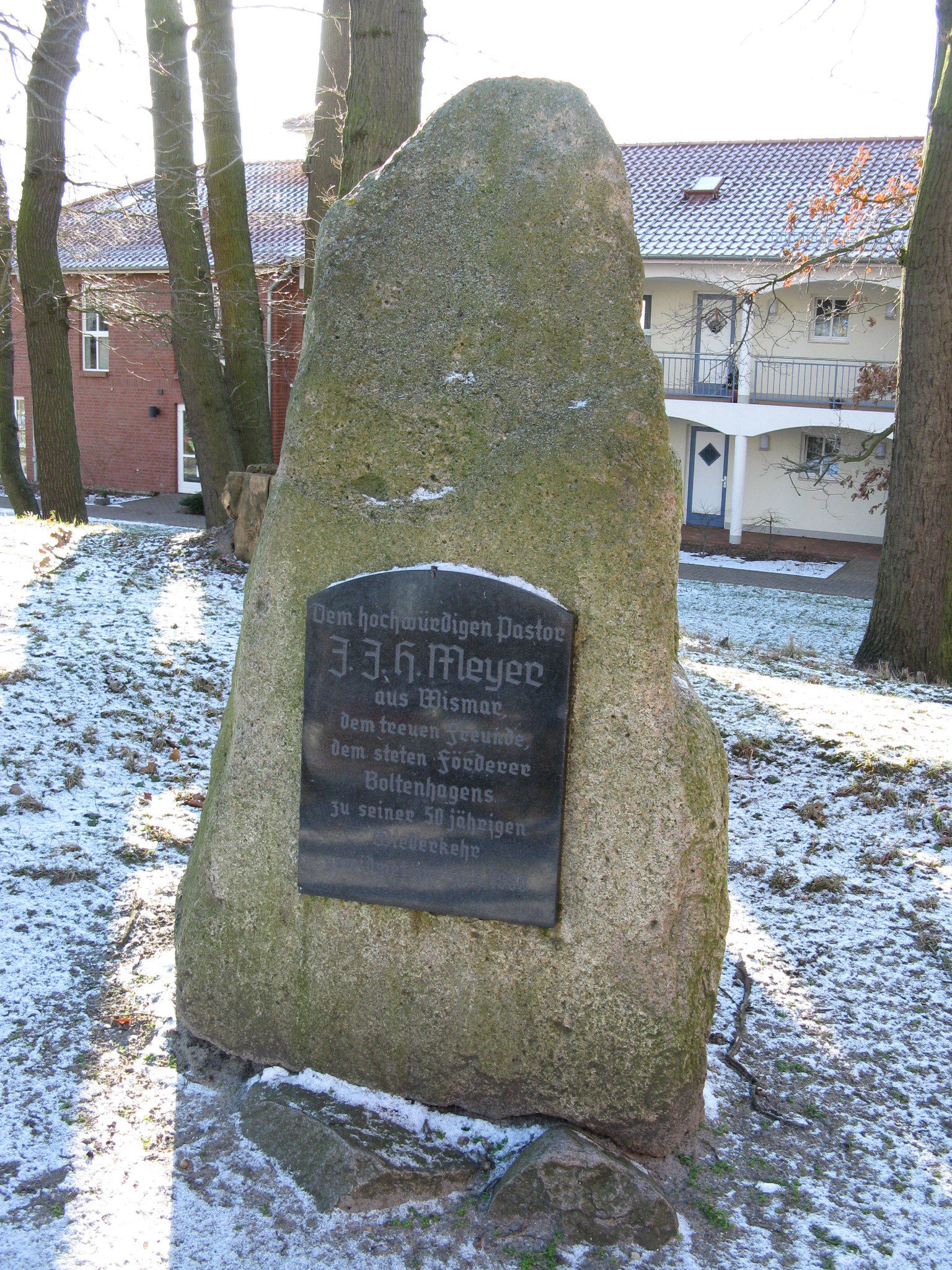
Gedenkstein von 1880 (2009)

Von besonderer Bedeutung ist sein Einsatz für Boltenhagen. 1830 machte er zum ersten Mal Urlaub in Boltenhagen, das zu dieser Zeit noch ein Bauerndorf war. 1843 publizierte er eine Broschüre, in der er die schöne Lage Boltenhagens beschrieb und für Erholung und Ferien an der See warb. Er sammelte die Mittel zur Errichtung der Evangelischen Kirche zur Paulshöhe 1872/73 und sorgte für Nothilfe nach dem verheerenden Ostseesturmhochwasser 1872. Zu seinem 50. Sommerurlaub in Boltenhagen 1880 errichteten die Einwohner Boltenhagens ihm einen Gedenkstein, der noch heute an der Kirche zu sehen ist und die Aufschrift trägt: Dem hochwürdigen Pastor J. J. H. Meyer aus Wismar, dem treuen Freunde, dem steten Förderer Boltenhagens zu seiner 50 jährigen Wiederkehr gewidmet im Juli 1880.
Sein Sohn Johannes Valentin Gottlieb Ludwig Meyer (* 1839) wurde Pastor in Conow.

## Werke
- Was begründet und fördert das religiöse Leben auf Schulen. 1840
- Boltenhagen wie es ist: mit zwei Ansichten. 1843
- Boltenhagen im Jahre 1862.
- Gesangbuch für die evangelische Schule. 1868
- Kurze Geschichte des Boltenhäger Kapellenbaues. 1873
- Boltenhagen, wie es war im Jahre 1881. 1882